# Kirkwoodova vrzel
Kirkwoodova vrzél [kírkvudova ~] je vrzel (zmanjšano število) v porazdelitvi asteroidov po večji polosi (ali po obhodni dobi) v glavnem asteroidnem pasu. To pomeni, da se na določenih razdaljah najde manjše število asteroidov.
Vrzeli nastanejo na območjih, v katerih so asteroidi v orbitalnih resonancah z Jupitrom.
Zgled: na razdalji 2,50 a.e. je zelo malo asteroidov. Na tej razdalji od Sonca imajo asteroidi obhodno dobo 3,95 let in tako naredijo tri obhode okrog Sonca v času, ko naredi Jupiter samo enega (resonanca 3 : 1). Resonančna območja vodijo do zmanjševanja števila asteroidov, torej nastanejo vrzeli. V območjih vrhov porazdelitve (večje število asteroidov za določeno vrednost velike polosi) pa se nahajajo znane asteroidne družine. Pred kratkim so opazili manjše število asteroidov, ki imajo veliko izsrednost tira in se nahajajo v območjih Kirkwoodove vrzeli. Njihovi tiri bodo čez nekaj deset milijonov let dobili veliko izsrednost, kar jih bo vrglo iz resonance. Takšni sta družina Alinda in družina Griqua
Najlepše so opazne (glej diagram porazdelitve zgoraj) na naslednjih velikostih velike polosi (a) :
- 2,06 a.e. (resonanca 4:1 )
- 2,5 a.e. (resonanca 3:1), območje družine Alinda
- 2,82 a.e. (resonanca 5:2 )
- 2,95 a.e. (resonanca 7:3 )
- 3,27 a.e. (resonanca 2:1 ), območje družine Griqua

Slabše in/ali ožje vrzeli nastajajo tudi pri:
- 1,9 a.e. (resonanca 9:2)
- 2,25 a.e. (resonanca 7:2)
- 2,33 a.e. (resonanca 10:3)
- 2,71 a.e. (resonanca 8:3)
- 3,03 a.e. (resonanca 9:4)
- 3,075 a.e. (resonanca 11:5)
- 3,47 a.e. (resonanca 11:6)
- 3,7 a.e. (resonance 5:3)

Vrzeli v porazdelitvi asteroidov je prvi opazil v letu 1857 Daniel Kirkwood, ki je tudi pravilno pojasnil vzrok za nastanek teh vrzeli.